# Acraea esebria

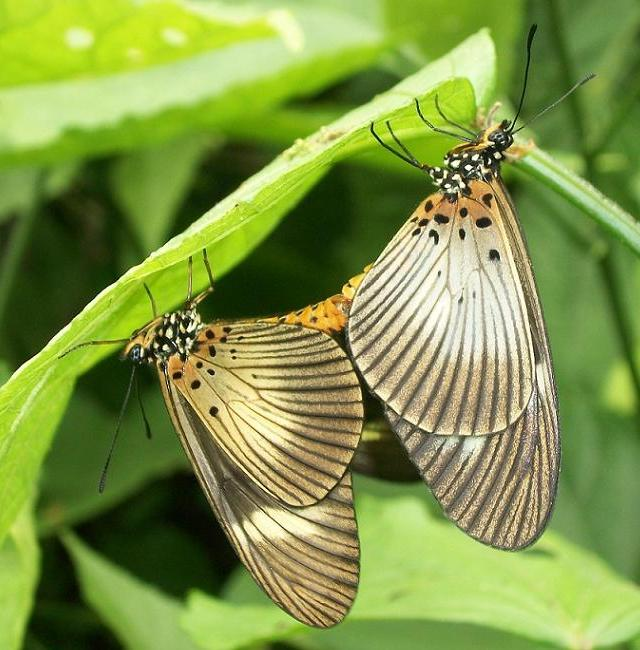
Flügelunterseite einer Kopula

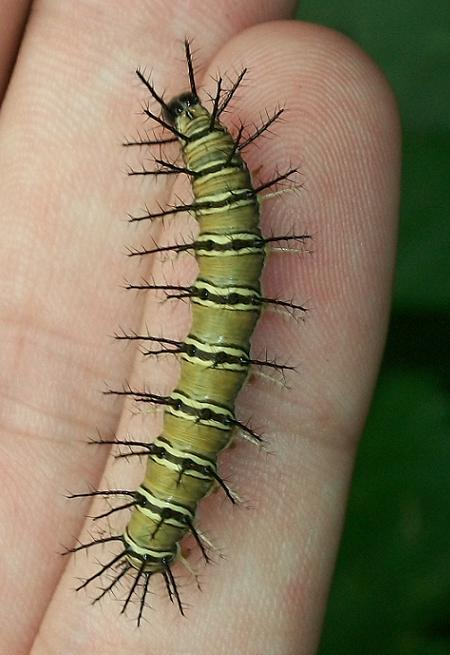
Raupe auf menschlichem Finger

Acraea esebria ist ein in Afrika vorkommender Schmetterling (Tagfalter) aus der Familie der Edelfalter (Nymphalidae).

## Merkmale

### Falter
Die Flügelspannweite der Falter beträgt 20 bis 40 Millimeter. Die Weibchen sind etwas größer als die Männchen. Bei beiden Geschlechtern haben die Flügel eine schwarze Grundfarbe. Auf der Vorderflügeloberseite hebt sich eine weißliche Binde vom Vorderrand in Richtung Außenrand ab, erreicht diesen jedoch nicht. Am Innenrand beginnt ein flacher, heller, halbkreisförmiger Fleck. Ein weiterer großer, heller Fleck beginnt am Vorderrand der Hinterflügeloberseite. Bei der bevorzugten halbgeöffneten Flügelstellung der Falter verschmelzen die beiden hellen Flecke zu einer großen augenähnlichen Figur. Die Farbe der Flecke variiert von weißlich über gelblich bis hin zu blass orange. Von den cremeweißen Flügelunterseiten heben sich die dunklen Adern deutlich ab. In der orangegelben Basalregion befinden sich mehrere kleine schwarze Punkte. Kopf und Thorax sind schwarz und weiß punktiert. Vom dunklen Hinterleib hebt sich zu jeder Seite eine Reihe orangegelber, kreisrunder Flecke ab.

### Raupe
Ausgewachsene Raupen haben eine olivgrüne Farbe und zeigen auf jedem Körpersegment einen hellgelben, schwarz eingefassten Ring, der mit jeweils vier stachelig verzweigte Dornen ausgestattet ist. Die Kopfkapsel ist schwarz.

### Ähnliche Arten
Die Falter von Acraea aganice und Acraea cabira zeigen eine ähnliche Flügelzeichnung, jedoch ist der helle Fleck am Innenrand auf der Vorderflügeloberseite bei Acraea aganice kleiner oder fehlt und bei Acraea cabira größer als bei Acraea esebria.

## Verbreitung und Lebensraum
Acraea esebria kommt im Südosten Afrikas vor, fehlt jedoch auf Madagaskar. Die Art besiedelt bevorzugt sonnige Graslandschaften.

## Lebensweise
Die Falter fliegen das ganze Jahr hindurch. Am zahlreichsten treten sie von April bis Juni auf. Sie saugen gerne an Blüten, um Nektar aufzunehmen. Die Raupen ernähren sich in erster Linie von den Blättern von Brennnsssel- (Urticaceae) oder Commelinagewächsen (Commelinaceae).